# Salvador Bartolozzi Rubio
Salvador Bartolozzi Rubio (castellà: Santos Bartolozzi y Rubio)  (Madrid, 6 d'abril de 1882 - Ciutat de Mèxic, 9 de juliol de 1950) va ser un escriptor, autor de còmics i il·lustrador. El 1926 va rebre la tercera medalla de la secció d'art decoratiu a l'Exposición Nacional de Bellas Artes. El 1931 va participar com a jurat a un concurs de fotografia internacional de Kodak, del qual formava part també l'escultor valencià Mariano Benlliure

## Biografia
Santos Bartolozzi Rubio va ser el major del quatre fills del matrimoni format per Lucas Bartolozzi, italià, natural de Lucca, i de l'espanyola Obdúlia Rubio. El pare va treballar al taller de buidatge i reproduccions de l'escola de Belles Arts de San Fernando, i allí és on es va formar com a artista Salvador. Va publicar els seus primers dibuixos en la revista Nuevo Mundo quan tenia catorze anys. També realitzà treballs publicitaris.
El 1901, Bartolozzi es va traslladar a París, on va començar a desenvolupar una carrera de pintor, però va tornar a Espanya el 1906 i va començar a treballar amb el seu pare en el taller de l'Escola de San Fernando, al mateix temps que realitzava il·lustracions per a l'Editorial Calleja. En aquells dies coneix també a Ramón Gómez de la Serna, amb qui en 1915 serà un dels fundadors de la famosa tertúlia del Cafè Pombo.
Va col·laborar amb nombroses publicacions (entre elles El Cuento Semanal, El Libro Popular i La Ilustración Española y Americana), i el 1915 va ser nomenat per Rafael Calleja director artístic de l'Editorial Calleja. En 1925 va llançar un nou setmanari infantil, Pinocho, en les quals desenvolupava històries amb el personatge creat per Carlo Collodi, d'una forma molt personal. El Pinocho
de Bartolozzi arribaria a superar en popularitat a l'original, i es va convertir en el personatge infantil emblemàtic en l'Espanya dels anys 20.
Va realitzar nombroses exposicions, com el 1925 a Madrid a una exposició organitzada per la Unión de dibujantes españoles amb altres artistes com Penagos, Fresno, K-Hito, etc.
En 1928 va abandonar l'editorial Calleja, i va iniciar una nova sèrie d'aventures per al públic infantil, "Aventuras de Pipo y Pipa", que es publicava al setmanari Estampa.
Estava casat amb l'escriptora, periodista i actriu Magda Donato (Madrid, 1902- Ciutat de Mèxic, 1966)
amb qui va col·laborar en l'escriptura d'Aventuras de Pipo y Pipa. Es va estrenar a Barcelona el 14 d'octubre de 1934 l'obra Pipo y Pipa en busca de la muñeca prodigiosa. Estrenà l'obra Pipo y Pipa y el dragón el 2 de novembre de 1930 a Barcelona al Teatre Coliseo Pompeya.
Va treballar també com a escenògraf en obres teatrals com La zapatera prodigiosa de Federico García Lorca o El otro, de Miguel de Unamuno.
En acabar la guerra civil, es va veure obligat a refugiar-se a França. Quan el país gal va ser envaït pel Tercer Reich en 1940, Bartolozzi va fugir, per Niça, a Casablanca, des d'on va poder arribar a Veracruz el 18 de novembre de 1941, amb el vaixell Quanza. A Mèxic va continuar la seva carrera com escriptor i il·lustrador, i es va introduir a més en el camp dels dibuixos animats. Va morir a Ciutat de Mèxic el 9 de juliol de 1950.